# Embolyntha guyana
Embolyntha guyana är en insektsart som först beskrevs av Ross 2001.  Embolyntha guyana ingår i släktet Embolyntha och familjen Archembiidae. Inga underarter finns listade i Catalogue of Life.